# L-DOPA
L -DOPA, còn được gọi là levodopa và L -3,4-dihydroxyphenylalanine, là một amino acid được thực hiện và được sử dụng như một phần của hệ thống sinh học bình thường của con người, cũng như một số loài động vật và thực vật. Con người, cũng như một phần của các động vật khác sử dụng L -DOPA trong sinh học của chúng, tạo ra nó thông qua sinh tổng hợp từ amino acid L -tyrosine.L -DOPA là tiền chất của các chất dẫn truyền thần kinh dopamine, norepinephrine (noradrenaline) và epinephrine (adrenaline), được gọi chung là catecholamine. Hơn nữa, bản thân L -DOPA làm trung gian giải phóng yếu tố thần kinh do não và CNS. L -DOPA thể được sản xuất và ở dạng tinh khiết của nó được bán như một loại thuốc thần kinh với INN levodopa; các tên thương mại bao gồm Sinemet, Pharmacopa, Atamet, Stalevo, Madopar và Prolopa. Là một loại thuốc, nó được sử dụng trong điều trị lâm sàng bệnh Parkinson và loạn trương lực cơ đáp ứng với dopamine.
L -DOPA có một đối tác với thuộc tính chirality ngược lại, <small id="mwJA">D</small> -DOPA. Điều này đúng với nhiều phân tử, cơ thể con người chỉ tạo ra một trong số các đồng phân này (dạng L -DOPA). Độ tinh khiết của L -DOPA có thể được phân tích bằng cách xác định góc quay quang học hoặc bằng phương pháp sắc ký lớp mỏng.

## Sử dụng y tế
L -DOPA vượt qua hàng rào não bảo vệ máu, trong khi bản thân dopamine thì không thể. Vì vậy, L -DOPA được sử dụng để tăng nồng độ dopamine trong điều trị bệnh Parkinson và loạn trương lực cơ đáp ứng với dopamine. Khi L -DOPA đã vào hệ thống thần kinh trung ương, nó được chuyển thành dopamine bởi enzyme thơm <small id="mwOQ">L</small> -amino acid decarboxylase, còn được gọi là DOPA decarboxylase. Pyridoxal phosphate (vitamin B 6) là một đồng yếu tố cần thiết trong phản ứng này, và đôi khi có thể được dùng cùng với L -DOPA, thường ở dạng pyridoxine.